# Ryō Kobayashi
Ryō Kobayashi (japanisch 小林 亮 Kobayashi Ryō; * 12. September 1982 in der Präfektur Saitama) ist ein ehemaliger japanischer Fußballspieler.

## Karriere
Kobayashi erlernte das Fußballspielen in der Schulmannschaft der Bunan High School und der Universitätsmannschaft der Komazawa-Universität. Seinen ersten Vertrag unterschrieb er 2005 bei Kashiwa Reysol. Der Verein spielte in der höchsten Liga des Landes, der J1 League. Am Ende der Saison 2005 stieg der Verein in die J2 League ab. 2006 wurde er mit dem Verein Vizemeister der J2 League und stieg in die J1 League auf. Für den Verein absolvierte er 74 Ligaspiele. 2008 wechselte er zum Ligakonkurrenten Ōita Trinita. 2008 gewann er mit dem Verein den J.League Cup. Für den Verein absolvierte er 18 Erstligaspiele. 2009 wechselte er zum Ligakonkurrenten Montedio Yamagata. Am Ende der Saison 2011 stieg der Verein in die J2 League ab. 2014 erreichte er das Finale des Kaiserpokal. Für den Verein absolvierte er 124 Ligaspiele. 2015 wechselte er zum Ligakonkurrenten Thespakusatsu Gunma. Für den Verein absolvierte er 34 Ligaspiele. Ende 2015 beendete er seine Karriere als Fußballspieler.

## Erfolge
Oita Trinita
- J.League Cup

Sieger: 2008
Montedio Yamagata
- Kaiserpokal

Finalist: 2014